# Clopton, Northamptonshire
Clopton är en civil parish i Storbritannien.   Den ligger i grevskapet Northamptonshire och riksdelen England, i den sydöstra delen av landet, 100 km norr om huvudstaden London. Antalet invånare är 134.